# سوزوكا
سوزوكا (باليابانية: 涼風، بالروماجي: Suzuka) هي سلسلة مانغا من تأليف كوجي سيو صدرت لأول مرة في مجلة شونن الأسبوعية في مارس 2004 وانتهت في سبتمبر 2007، حولت المانغا إلى حلقات أنمي تلفزيوني من كتابة هيروكو توكيتا وإخراج هيروشي فوكوتومي، وتكون الأنمي من 26 حلقة عرضت على تلفزيون طوكيو في الفترة ما بين يوليو 2005 وحتى ديسمبر من نفس العام. تتميز هذه السلسلة بالطابع الرومنسي وروح الرياضة.

## القصة
مانغا سوزوكا هي مانغا كوميديا رومانسيّة تحت عنوان الرياضة التي تتداخل مع السعي وراء الحب وألعاب القوى. القصة تدور حول ياماتو أكيتسوكي، وهو شاب من ولاية هيروشيما الريفية. انتقل إلى مدينة طوكيو الكبرى لحضور الألعاب الرياضية المحلية الموجهة لطلاب الثانوية، وبدأ يعيش في بيت عمته، جارته الجديدة المجاورة كانت تدعى سوزوكا أساهينا، وهي فتاة تمارس الوثب العالي بمهارة. وقع ياماتو في حب سوزوكا ومنذ أن علم بأنها تقع بجوار شقته بدأ يحاول صنع علاقة معها وانضم إلى فريق المضمار والميدان على أمل إثارة إعجابها. بعد الانضمام يكتشف ياماتو أن لديه القدرة على أن يصبح عداءًا أعلى مائة متر.

## وصلات خارجية
- موقع الرسمي لسوزوكا
- FUNimation's
- داندي كوجي سيو
- سوزوكا على موقع ANN manga (الإنجليزية)